# ماتيو دي لا ماتا ماتا بونس دي ليون
ماتيو دي لا ماتا ماتا بونس دي ليون هو سياسي إسباني، ولد في 1645 في ركانة (بلنسية) في إسبانيا، وتوفي في 16 نوفمبر 1720 في ليما في بيرو. انتخب نائب الملك على بيرو ‏.